# آنتاکالنیس
آنتاکالنیس (به لاتین: Antakalnis) یک منطقهٔ مسکونی در لیتوانی است که در شهرستان ویلنیوس واقع شده‌است. آنتاکالنیس ۷۷٫۲ کیلومتر مربع مساحت و ۴۰٬۰۰۰ نفر جمعیت دارد. آنتاکالنیس یکی از قدیمی‌ترین حومه‌های تاریخی شهر ویلنیوس است. این ناحیه در بخش شرقی ویلنیوس واقع در امتداد ساحل چپ رودخانه نریس قرار دارد. دومین شهر بزرگ در ویلنیوس است. پارک سبک باروک تنها پارک در لیتوانی که شامل قدیمی‌ترین نمدار برگ‌ریز در ویلنیوس است. آنتاکالنیس بزرگ شامل منطقه تفریحی مورد علاقه و منطقه معتبر کلبه والاکمپیایی، که در کنار دو ساحل رودخانه ایجاد شده‌است. رئیس‌جمهور فعلی و سابق لیتوانی، نخست‌وزیر لیتوانی و دیگر مقامات دولتی در منطقه تورنیشکس آنتاکالنیس ساکن هستند.